# 澤木良次
澤木 良次（さわき りょうじ、1948年1月20日 - ）は、日本の実業家。大建工業株式会社代表取締役社長や、同社代表取締役会長、一般社団法人日本建材・住宅設備産業協会副会長、日本繊維板工業会会長等を歴任した。

## 人物・経歴
愛知県出身。1966年愛知県立名古屋西高等学校卒業。1970年名古屋大学農学部林産学科卒業、大建工業入社。1999年大建工業首都圏住建営業統轄部長。1999年大建工業取締役。2000年大建工業取締役首都圏住建営業統轄部長兼首都圏開発営業統轄部長。
2001年大建工業取締役東部住建営業統轄部長。2002年大建工業常務取締役兼常務執行役員。2003年大建工業常務取締役兼常務執行役員外装材事業部長。2005年大建工業専務取締役兼専務執行役員営業本部長兼事業本部長。
2008年から大建工業代表取締役社長兼執行役員社長を務め、パナソニック電工と業務提携を締結するなどした。2014年大建工業代表取締役会長、日本建材・住宅設備産業協会副会長。2017年大建工業最高顧問。この間、火山性ガラス質材料工業会会長、日本木造住宅産業協会副会長、日本繊維板工業会会長等も務めた。2018年春の叙勲で旭日中綬章受章。